# Balatro aciliatus
Balatro aciliatus är en hjuldjursart som först beskrevs av Radkewitsch 1870.  Balatro aciliatus ingår i släktet Balatro och familjen Dicranophoridae. Inga underarter finns listade i Catalogue of Life.